# لانوس
لانوس (مدينة) (بالإسبانية: Lanús)‏ هي منطقة سكنية تقع في الأرجنتين في Lanús Partido.[بحاجة لمصدر] يقدر عدد سكانها بـ 212,152 نسمة وترتفع عن سطح البحر 9 متر.

## أعلام
- عمر لاروسا
- دييغو مارادونا
- أليخاندرو دومينغيز
- هوغو مارادونا
- كارلوس سبادارو